# Tajči
Tajči, właśc. Tatiana Cameron de domo Matejaš (ur. 1 lipca 1970 w Zagrzebiu) – chorwacka piosenkarka.

## Życiorys
Ukończyła klasę fortepianu w Chorwackim Konserwatorium Muzycznym. Zadebiutowała w 1987 roku udziałem na Zagrebfest, na którym z utworem „Crystal Night” zajęła trzecie miejsce oraz otrzymała nagrodę za najlepszy debiut. Otrzymała platynową płytę po sprzedaniu miliona płyt. Została wyprodukowana lalka Barbie z głową Tajči. W 1990 roku, reprezentując Jugosławię z utworem „Hajde da ludujemo”, zajęła siódme miejsce w finale Konkursu Piosenki Eurowizji w Zagrzebiu. Po wybuchu wojny śpiewała dla żołnierzy w szpitalach i na koncertach na rzecz pokoju.
W 1992 roku wyjechała z Jugosławii. Zamieszkała w USA, gdzie w 2000 roku wyszła za pianistę Matthew Camerona, który zmarł w 2017 roku na raka płuc. Mieli troje dzieci.